# SA-1导弹
S-25（或稱為 R-133、V-300，北約代號：SA-1）是蘇聯第一代防空導彈，尺寸大、昂貴，且性能有限，僅被用來作莫斯科的防空，後期衍生出 V-301 系統。而SA-2更為機動，擔負全面任務。1951年由拉沃奇金設計局設計，採用二戰末期德國防空火箭以及 V-2 的部份零件與藍圖。1954年定型。液體火箭發動機，主要用於攔截敵戰略轟炸機。

## 研製歷史
E．B．西里尼什科夫C．E．拉什科夫領導下的分部對德國「瀑布防空火箭」和「ⅢMETTEＰЛNHR」（萊茵河女兒）防空導彈進行了完善研製，並賦予「P-101」和「P-102」的代號。這些導彈的發動機是在第88科研所H．Л．魯曼斯基A．M．伊薩耶夫領導下的分部進行的，該分部對「颱風」無控火箭進行了完善研製，並賦予P-110「小水鴨」的代號。這些研製工作都沒有進行到底，雖然生產出一些試驗樣機，並在卡波斯金－雅爾靶場通過了飛行試驗。1950年前，蘇聯政府決定第一設計局為莫斯科防空系統的主導研製單位，該防空系統被賦予的代號C-25或「貝爾庫特」（BepkyT）系統（即SA-1）。該系統的防空導彈代號為「205」，在拉沃奇金設計局研製。C-25系統和「205」導彈的研製週期非常短暫。獲得試驗結果之前已經開始了其部件的批量生產。50多個工廠生產發動機、導彈結構部件和組件、控制系統組合等。

## 服役試用過程
1951年夏，進行了第一批防空導彈發射，1953年春對第一批空中真實目標進行了攔截，這些真實目標是MiG-15、Tu-4、IL-28飛機，因為當時無人駕駛靶機還未研製出來。靶機上的飛行員將飛機飛行給定的航路，將控制轉給自動駕駛儀，之後他們就跳傘離開飛機。「205」導彈是按鴨式氣動佈局設計的，它從發射台上垂直起飛，這大大簡化了發射裝置。動力裝置採用了捆綁式四台伊沙也夫結構的液體火箭發動機，總推力約為88.3kN，這保證導彈起飛時的縱向過載為2.5g。從發射台起飛後，導彈按制導控制系統的指令靠燃舵向目標方向轉彎，在燃氣舵拋開後導彈按照從地面制導站接收到的指令空氣舵進行飛行控制。「205」導彈上採用了圓柱形預製鋼破片殺傷戰鬥部，它保證在最大距離上50米半徑內殺傷目標。
在C-25防空導彈發展基礎上，在50年代中期建立了莫斯科防空系統，它具有兩個防禦環，包括工作在分米波段的遠程和近程搜索雷達系統，以及五十六個帶髮射「205」導彈的固定發射裝置的防空導彈團。每個防空導彈系統能對20個空中目標進行射擊，射擊目標的最大距離為30公里，高度為30公里，水平內攔截扇區角為50-60度。C-25是裝備前蘇聯和俄羅斯的第一種防空導彈型號，它經歷了一系列改型，在部隊服役了約30年。

## 系統設備
- P-14（高盧國王）早期預警雷達 A 波段 作用距離600KM
- R-113目標截獲雷達 E / F波段 探測距離300KM
- YO-YO目標跟蹤雷達 E / F波段 作用距離150KM
- PRV-9（小餡餅蛋糕）高頻雷達 D / E波段 作用距離200KM

## 外连
1. ↑  .   [14 November 2014]. （原始内容存档于2018-09-24）.